# Wasserturm Luzern

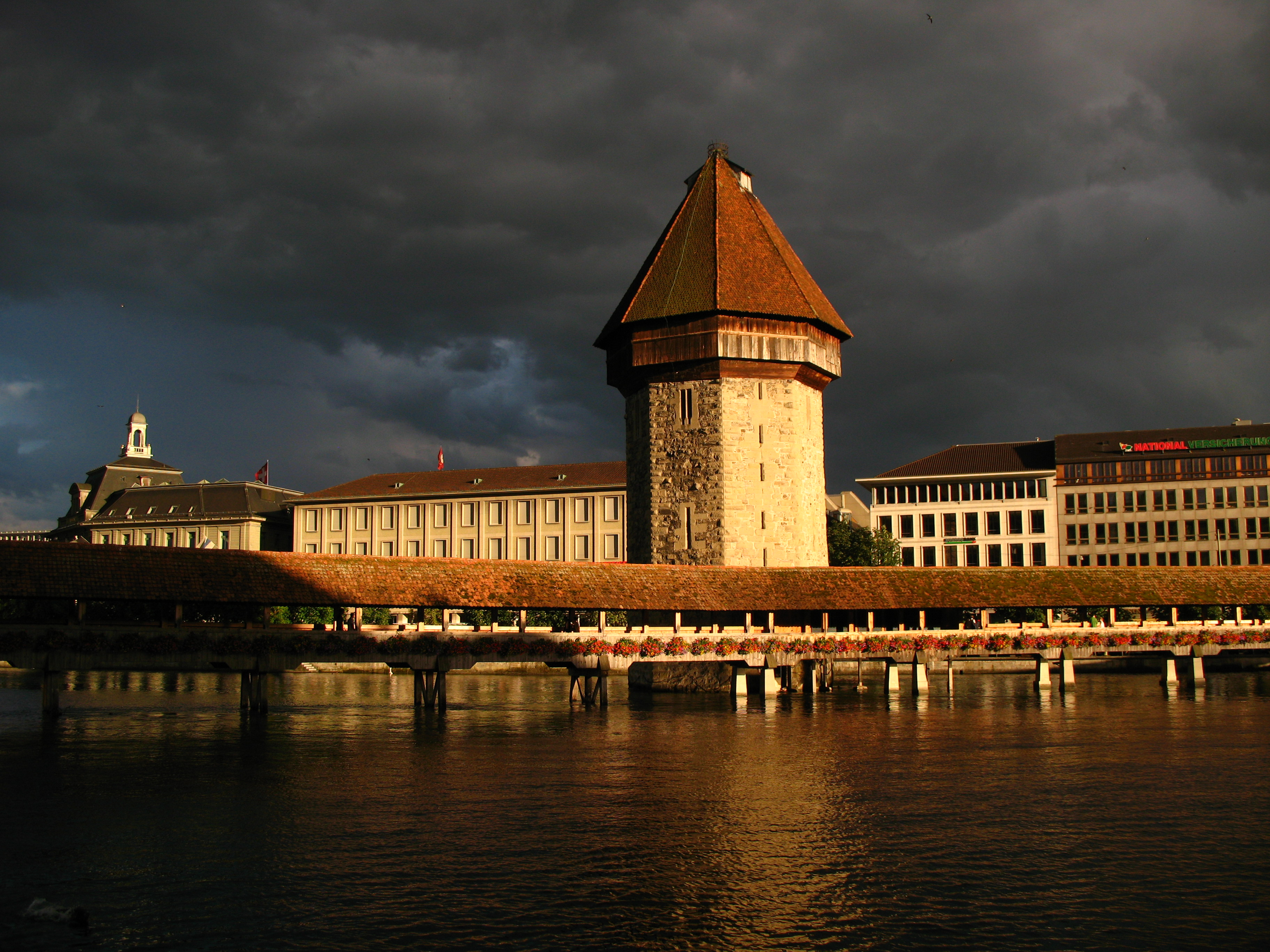
Wasserturm und Kapellbrücke

Der Wasserturm in der Mitte der Kapellbrücke und in der Reuss stehend ist Teil der historischen Stadtbefestigung von Luzern und gilt als ein Wahrzeichen der Stadt. Er steht auf der Liste der Kulturgüter in Luzern in der Kategorie A (national bedeutend). Er diente lange als Wehr- und Wachtturm sowie als Eckpfeiler der Stadtbefestigung. Im Verlaufe der Jahre war er Stadt- und Staatsarchiv, Schatzkammer sowie Kerker- und Folterkammer.

## Geschichte
Der 35 Meter hohe, achteckige und leicht schiefe Turm ergänzte die Stadtbefestigung gegen den See hin. Seine Bauzeit lässt sich nicht mit Sicherheit bestimmen, sicher wurde er aber nach 1262 erbaut und somit noch vor der Kapellbrücke. 1367 wird er zum ersten Mal erwähnt. Der heute noch bestehende Dachstuhl lässt sich ins Jahr 1339 datieren.

## Aufbau und Nutzung
Das unterste Geschoss des Turms ist ein Verlies. Seine Mauern sind drei Meter dick, es gibt weder Fenster noch Türen. Der Zugang ist nur über eine Öffnung im Boden des darüber liegenden Raums möglich. Vermutlich wurde das Verlies bis 1759 als Gefängnis genutzt und danach aufgegeben.
Im ersten Obergeschoss befindet sich die sogenannte Schatzkammer. Sie diente bis 1759 als Gefängnis sowie als Verhör- und Folterkammer. Von 1759 bis 1798 wurde hier der Staatsschatz aufbewahrt, von 1798 bis 1803 diente der Raum wieder als Gefängnis und ab 1804 zur Aufbewahrung der Wertschriften der Einwohnergemeinde.
Das zweite Obergeschoss war bis 1759 Aufbewahrungsort des Luzerner Staatsschatzes und des Staatsarchivs. Als 1758 entdeckt wurde, dass über Jahre hinweg Geld entwendet worden war, wurde es zum Gefängnis umfunktioniert (bis 1802). Er beherbergte von 1804 bis 1919 wieder das städtische Archiv. 
Das 15 Meter hohe Dachgeschoss diente u. a. als Verhörlokal und Folterkammer. Seit 1892 brüten hier Alpensegler in einer Kolonie, welche von der Ornithologischen Gesellschaft der Stadt Luzern (OGL) betreut wird, seit 1959 im Auftrag des Stadtrats von Luzern. Die Alpensegler-Kolonie im Wasserturm ist die grösste Kolonie in der Zentralschweiz. Das markante Storchennest auf der Turmspitze wird seit über 100 Jahren nicht mehr benutzt. 

## Heute
Seit 1939 wird der Turm an den Luzerner Artillerieverein vermietet. Der Turm ist selten für die Öffentlichkeit zugänglich, in der Regel nur im Sommer. Er kann für Anlässe gemietet werden.